# Anomala vitis
Anomala vitis är en skalbaggsart som beskrevs av Fabricius 1775. Anomala vitis ingår i släktet Anomala och familjen Rutelidae. Inga underarter finns listade i Catalogue of Life.

## Bildgalleri

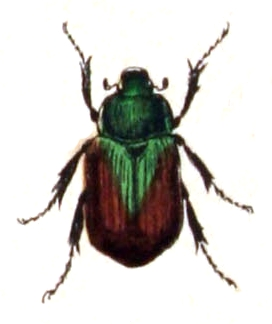